# José de la Serna Cantoral
José de la Serna Cantoral (Roa de Duero, ¿? – ¿?, 27 de octubre de 1715) fue un jurista español Catedrático de la Universidad de Salamanca y Caballero de la Orden de Calatrava.

## Nacimiento
Nació en Roa de Duero. Fue hijo de Lucas de la Serna (médico e hidalgo, natural de Villamelendro) y de María de Segovia (natural de Cornoncillo). Fue nieto, por línea paterna, de Andrés de la Serna (hidalgo natural de Villamelendro y de Marina de Valderrábano (natural de Arenillas de San Pelayo); por línea materna era nieto de Antonio de Segovia Cantoral (natural de Palencia. Médico de Su Majestad y catedrático de la Universidad de Valladolid) y de Antonia Sánchez de Robles (natural de Brozas, nieta de El Brocense). Su sobrino-nieto fue Andrés Lorenzo García de Samaniego, I Marqués de la Granja.

## Carrera
Licenciado en Leyes por la Universidad de Salamanca en 1674, obteniendo el grado de Doctor en 1675, desempeñando en esta Universidad el cargo de Catedrático (1678-1701). Junto a su padre Lucas de las Serna y su hermano, Diego de la Serna, fue leal al bando austracista en la Guerra de Sucesión Española, lo que le causó el exilio de 1710 a 1714 en Alarcón.
Aunque su firma más común es «Dor. D. Joseph de la Serna», a veces firma solamente como «Dor. Serna junior», probablemente para distinguirse de su hermano Diego. Existe además esta nota que confirma la suposición: «Ex bibliothª Dris. D. Josephi de la Serna Junior costo cinco pesos anno D. 1679» 
Poseyó una amplia biblioteca, de la que donó parte a su sobrino Juan Antonio García de Samaniego.